# Gentera
Gentera, S.A.B. de C.V. es una empresa multinacional mexicana de servicios financieros fundada en el año 1990, con su sede en la alcaldía Benito Juárez de la  Ciudad de México. Se dedica a los sectores de crédito y seguros. En la división de crédito, Compartamos Banco ofrece préstamos, incluyendo Crédito a la mujer, Crédito Adicional, Crédito de mejoramiento del hogar, Crédito de Solidaridad y Crédito Individual, y en la división de seguros, ofrece seguros de vida y seguro integral. La empresa cuenta con 352 oficinas de servicio en el mercado interno mexicano.
La empresa también ha expandido sus servicios a otros países, como Guatemala y el Perú. La empresa financiera además posee una fundación que trabaja por el bienestar, la superación y el desarrollo de todas las personas. También de «promover la educación incluyente, como el factor más importante de inclusión social».

## Historia
Fue fundada por José Ignacio Ávalos Hernández como una ONG en 1990 llamada Compartamos, Compartamos pretende mitigar la pobreza proporcionando microcréditos a pequeñas empresas, inicialmente ofreciendo préstamos a las mujeres en la base de la pirámide económica.
Con el fin de hacer crecer el fondo, se decidió incorporarla como empresa con fines lucrativos en 2000, y se obtuvo una licencia de banca comercial en 2006.
En 2007 Compartamos controversialmente recaudó $467 millones de la emisión de una oferta pública de venta, obteniendo grandes beneficios para los inversionistas privados así como apoyos filantrópicos tales como ACCION International y el Banco Mundial sin aumentar el capital adicional. 
En 2011, el grupo expandió sus operaciones a Guatemala y adquirió el «Financiero Crear» en Perú. El Grupo Compartamos, la sociedad tenedora, fue renombrada como Gentera en 2013.

## Divisiones
Compartamos Banco
Instituciones financieras que llevan oportunidades de acceso a crédito para capital de trabajo, ahorro, seguros y canales de pago a personas de segmentos populares de acuerdo con sus necesidades de emprendimiento.
Fundación
Organización que articula la vocación social del grupo bajo dos causas: la educación y la Primera Infancia, siguiendo líneas de acción sobre donación, voluntariado y apoyo en contingencias.
ConCrédito
Empresa mexicana que otorga créditos personales y revolventes a empresarios y clientes finales.
Yastás
Administrador de comisionistas bancarios en México que brinda acceso a pago de servicios, pagos multinivel, recargas de tiempo aire y operaciones financieras en lugares donde la infraestructura bancaria es limitada.
Aterna
Agente de seguros especializado en atender las necesidades de segmentos populares que diseña y opera microseguros de vida, salud y daños, promoviendo una cultura de prevención.
Fiinlab
Laboratorio de innovación de Gentera que trabaja para crear soluciones para la inclusión financiera a través de la innovación de modelos sustentables habilitados por tecnologías disruptivas.

## Críticas
Compartamos atrajo críticas feroces a raíz de la salida a bolsa para el enriquecimiento de los inversores privados con el rendimiento del capital del 53% generados a partir de tasas de interés superiores al 100% de quienes viven en la pobreza.
El pionero de las microfinanzas Muhammad Yunus describió las prioridades de Compartamos como una «metida de pata» y sugirió que no debían ser comparados con los proyectos de microcrédito que había defendido.
El Grupo Consultativo de Asistencia a los Pobres, una filial del Banco Mundial que proporciona algunos de los principales fondos para Compartamos, argumentó que la salida a bolsa fue la consecuencia de una decisión anterior justificable para tomar la inversión privada y así expandir su capacidad de ofrecer préstamos, pero Compartamos expresó preocupación, pues los intereses de los accionistas pueden ser colocados por encima de los de sus clientes.